# 旧片山家住宅
旧片山家住宅（きゅうかたやまけじゅうたく）は、岡山県高梁市成羽町吹屋にあるベンガラ製造で栄えた片山家の本家邸宅である。

## 概要

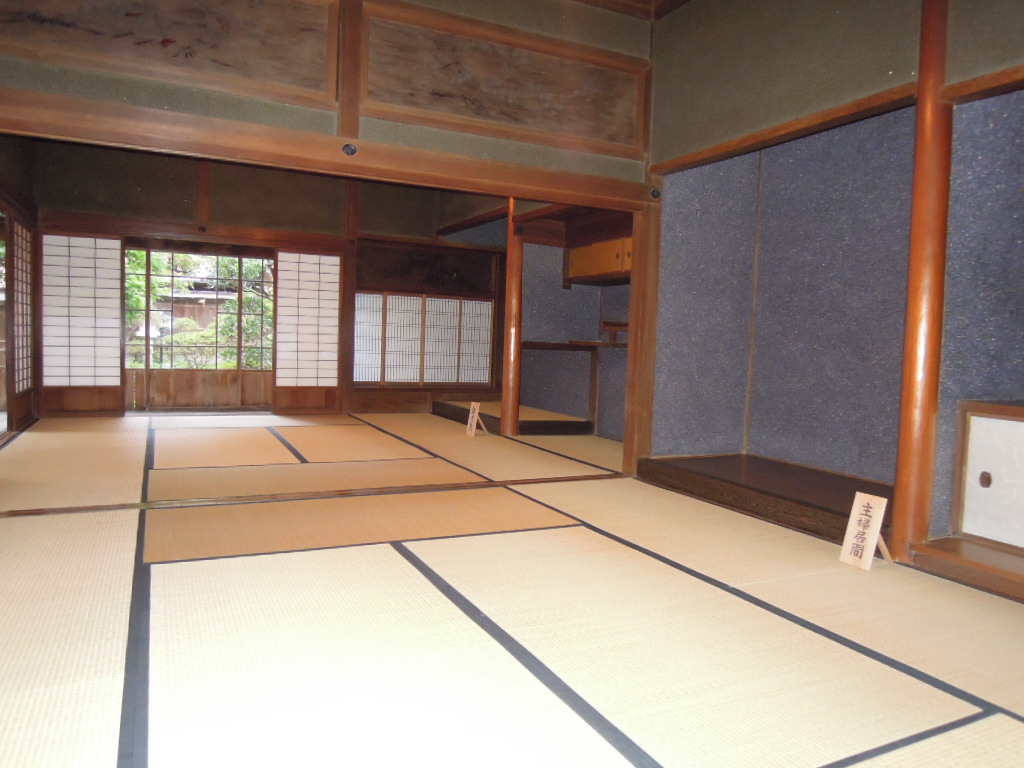
旧片山家住宅　主屋内部

旧片山家住宅は、岡山県高梁市成羽町吹屋に所在する。片山家は片山の総本山で本片山と呼ばれ、屋号は「胡屋」という。
本格的に弁柄製造を創業した1795年（宝暦9年）から二百余年弁柄製造に携わり弁柄株仲間を組織し企業の統制を取るとともに優良品質で市場を拡大し特産品としての吹屋弁柄の地位を守り続けた豪商である。郷土館の向かいにあり、主屋・宝蔵・米蔵・弁柄蔵・仕事場および部屋の5棟が国の重要文化財に指定されている。伝統的建造物群の核とするべきだと考え、2003年（平成15年）から保存修理が行われ、2005年（平成17年）8月から建物の内部も一般公開されている。

## 沿革
当主は代々「浅治郎」の名を襲名し、1971年（昭和46年）に廃業した当時の当主は9代目であった。

### 片山家の系譜
片山家の始祖からの系譜を記録した資料は現存しておらず、存在が明確にわかっているのは、ベンガラ（弁柄）業を始めたとされる初代浅治郎（生年不明～1804年（文化4年））以降である。2代目（1777年頃（安永6年）～1847年（弘化4年））から4代目（1821年（文政3年）～没年不明）までの時代に当たる近世末から明治にかけて、吹屋弁柄が最盛期を迎えており、この頃に多くの財を成し、建物の増改築を行ったと考えられている。9代目（1907年（明治40年）～1975年（昭和50年））のとき、片山家の弁柄製造は終焉を迎え、10代目当主（2002年（平成14年）没）の死後、片山家住宅は成羽町に寄贈され、現在に至っている。

### 片山家の弁柄業
歴史
1759年（宝暦9年）創業。
1772年（安永元年）中野村字相山にベンガラ（弁柄）工場を建設。
1848年（嘉永元年）弁柄業に必要な薪が豊富な吹屋村三ノ市の山の中で工場を操業。
1877年（明治10年）片山家で生産した弁柄を「第一回内國勧業博覧会」に出品し、品質優良として第一等の褒状を授与される。
1971年（昭和46年）弁柄の製造を中止。
- 片山家では、田村家や長尾家と同様、工場で生産された弁柄を発送するまでの工程は住み込みの職人が行っていた。
- 弁柄の生産に必要な緑礬（ローハ、りょくばん）の生産も行っていた。
- 「弁柄仲間焼種買入表」(1960年（明治25年）)より、片山家は吹屋弁柄業者全体で最も緑礬を購入していた（全体の約30％以上）。

### 片山家と吹屋
片山家や同業者の村の経済への貢献は大きく、片山家は1857年（安政3年）に鉄100束銃200束の献納への褒美として一代苗字を許可された。
また、現在の行政区画となった1955年（昭和30年）以降の税金についても、3分の1を吉岡銅山、3分の1を弁柄業者、残りを他の市民が支払っており、弁柄業者全体として村の経済の支えになっていた。

## 建造物
主屋・宝蔵・米蔵・弁柄蔵・仕事場及び部屋の計5棟が「旧片山家住宅」の名称で国の重要文化財に指定され、家相図3枚が重要文化財の附指定となっている。さらにこれらとは別に玄米蔵・弁柄箱・道具蔵が高梁市指定文化財となっている。
屋敷地は通りに面して北を正面とし、敷地北端に主屋、その西に宝蔵、主屋の南に米蔵と弁柄蔵、弁柄蔵の西に仕事場及び部屋が建つ。さらに、裏門を出て南側の敷地には玄米蔵、弁柄箱、道具蔵、これらの東に南蔵が建つ。
なお、以下の解説は『旧片山家住宅調査報告書』（成羽町教育委員会、2004）に基づくものであり、建物の名称が2006年の重要文化財指定時の名称と一部異なっている。
- 弁柄倉庫 - 重要文化財指定時の名称では「弁柄蔵」と「米蔵」の2棟とする。
- たきもの小屋 - 重要文化財指定時の名称は「仕事場及び部屋」。

各建物の建立年代は、片山家に伝わる家相図などから、次のように判断される。主屋は主体部が18世紀末の建立で、主体部南側の増築部と仏間部が文政13年（1830年）以前、座敷部が明治8年（1875年）の増築である。宝蔵は主屋の仏間部増築と同じ頃の建立、米蔵・弁柄蔵・仕事場及び部屋は安政2年（1855年）以前の建立である。

### 主屋
構造形式
- 主体部

桁行11.4メートル、梁行16.1メートル、二階建一部三階建、切妻造平入、桟瓦葺
- 仏間部

桁行6.1メートル、梁行8.6メートル、二階建、切妻造平入、桟瓦葺
- 座敷部

桁行8.9メートル、梁行5.9メートル、二階建、入母屋造妻入、桟瓦葺
間取り
主体部は東側（入口から見て左側）を通り土間、西を居室とする。居室は手前からミセノマ、タマゴベヤ、ショクジベヤ、ジョチュウイマと称する。ミセノマとタマゴベヤの西にはそれぞれナカノマとチャノマがある。主体部の西には仏間部（ミセオクとブツマからなる）、その南に座敷部（シュフイマとオクザシキからなる）が接続する。以上のほか、2階にも居室を設ける
機能
1階の通り土間は、格子戸を境とし、前方が店空間、後方が生活空間となる。大屋根部分居室列の最も奥はジョチュウイマとし、使用人空間である。仏間部および座敷部は、基本的には接客空間で、適宜主人および家族の居間として使用されていた。階段は4所あり、主人空間および主人家族空間と使用人空間を明確に区分している。
現状
通り土間と居室列からなる主体部大屋根部分、その上手の梁行の短い主体部落棟部分、さらにその上手の2室からなる仏間部、仏間部の南に接続する座敷部で構成され、仏間部上手に宝蔵が接続する。

### 宝蔵
構造形式
土蔵造、桁行4.9メートル、梁行3.0メートル、二階建、切妻造平入、桟瓦葺
機能
陶器類などの高価なものを保管するために使用された。
現状
主屋内から直接出入りできるようになっている。昭和50年に、修理事業で外壁を修理しており、正面側は漆喰を塗り直し、西面の妻面は板壁から白漆喰塗に改めた。

### 弁柄倉庫
構造形式
- 主体部

土蔵造、桁行17.3メートル、梁行7.9メートル、二階建、切妻造平入、桟瓦葺
- 蔵部

土蔵造、桁行5.6メートル、梁行6.1メートル、二階建、切妻造妻入、桟瓦葺
- 納屋部

土蔵造、桁行4.0メートル、梁行3.9メートル、二階建、切妻造平入、桟瓦葺
機能
主体部は、工場から運ばれてきた弁柄をふるいにかけてゴミを排除し、調合し、袋詰めや箱詰めをし、荷づくりまでを行う場であった。
現状
外壁は大壁とし軒下まで塗り込め、壁表面は弁柄を塗る。倉庫内には使用した道具類が保管されている。

### たきもの小屋
構造形式
- 主体部

土蔵造、桁行9.6メートル、梁行4.0メートル、二階建、切妻造平入、桟瓦葺
- 居室部

土蔵造、桁行6.1メートル、梁行4.0メートル、二階建、切妻造平入、桟瓦葺
- 茶室部

桁行4.0メートル、梁行3.4メートル、一階建、片流れ屋根平入、桟瓦葺
機能
主体部1階では専門職人が弁柄出荷時に使用する木箱を製作し、2階にその材料を収納していたとされている。
現状
L字型の建物で、庭側入隅部分には、柱に添えた曲がり柱で庇を付ける。この庇は現在金属板葺であるが、当初板軒であったとされている。

### 玄米蔵
構造形式
土蔵造、桁行7.5メートル、梁行4.1メートル、二階建、切妻造平入、桟瓦葺
機能
建立当初より米蔵として使用され、用途の変更はない。多くの使用人を抱えていた片山家では、米蔵は重要な役割を持っていた。
現状
外側は大壁とし、弁柄入りの漆喰で軒下まで塗り込め、腰は海鼠壁に仕上げ、内側は真壁の板壁とする。

### 弁柄箱
構造形式
土蔵造、桁行11.8メートル、梁行5.0メートル、二階建、切妻造平入、桟瓦葺
機能
この建物の用途ははっきりしないが、名称から、たきもの小屋で作られた弁柄搬送用の木箱を保管していた倉庫、もしくは木箱用の木材を保管するための倉庫とされている。
現状
壁は、正面以外は内側を真壁として1階のみ壁板を張り、外側を大壁とする。

### 道具蔵
構造形式
土蔵造、桁行10.2メートル、梁行5.3メートル、二階建、切妻造平入、桟瓦葺
現状
この建物のみ、旧所有者の都合で内部の調査がされていない。よって構造の詳細は不明であるが、外部は、弁柄入りの漆喰塗で軒まで塗り込め、正面は腰位置までを海鼠壁に仕上げ、庇を設ける。

### 南蔵
構造形式
土蔵造、桁行9.9メートル、梁行4.8メートル、二階建、切妻造妻入、桟瓦葺
現状
壁は、内部は真壁で板張とし、外部は大壁で軒裏まで塗り込め、四周ともに腰板を張る。材の状況から、明治期に建てられた蔵と推定されている。

### 門
構造形式
- 西裏門

1間1戸棟門、切妻造、桟瓦葺
- 西門

1間1戸薬医門、切妻造、桟瓦葺
- 南門

1間1戸薬医門、切妻造、桟瓦葺
- 東門

1間1戸棟門、切妻造、トタン葺
機能
弁柄工場で作られた弁柄は、南門、西裏門、裏門を通り、弁柄倉庫へ運ばれ、梱包された商品は、裏門、西裏門を通り、西門から吹屋往来を通り運ばれていた。
現状
敷地内には、裏門、西裏門、西門、南門、東門の5つの門がある。裏門以外の4棟の門は、明治前半頃の建築と推定されている。

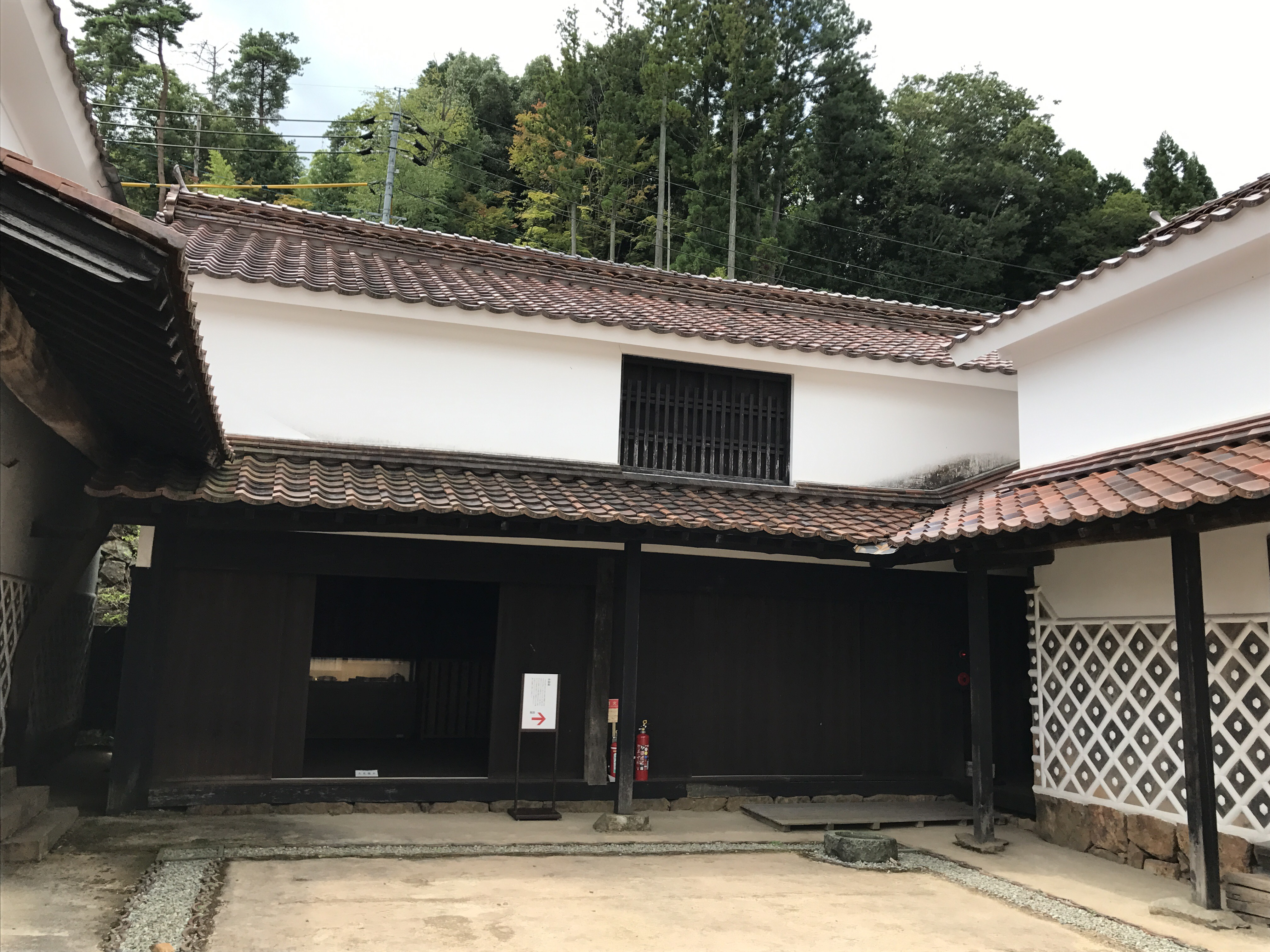
弁柄箱
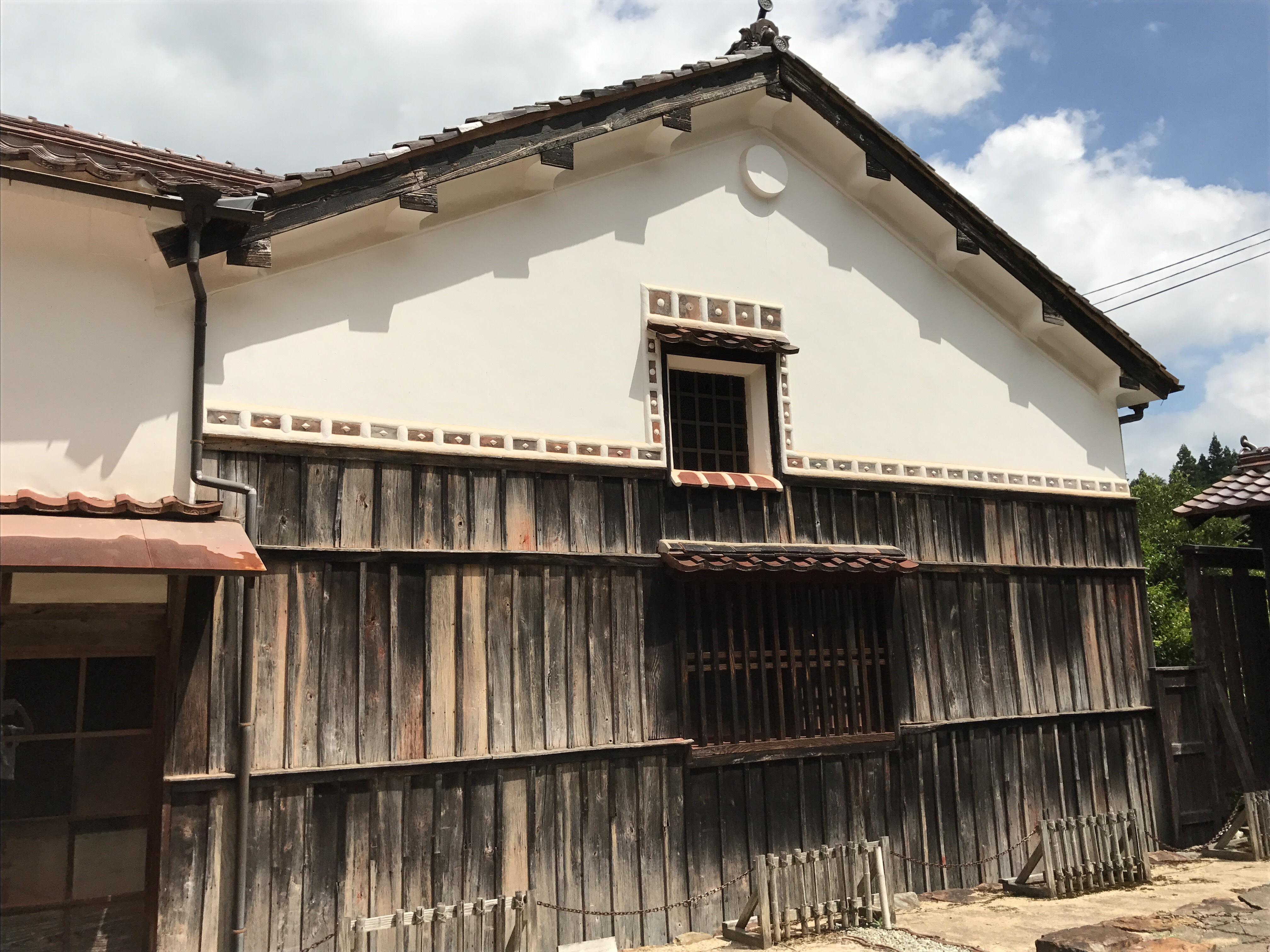
弁柄蔵
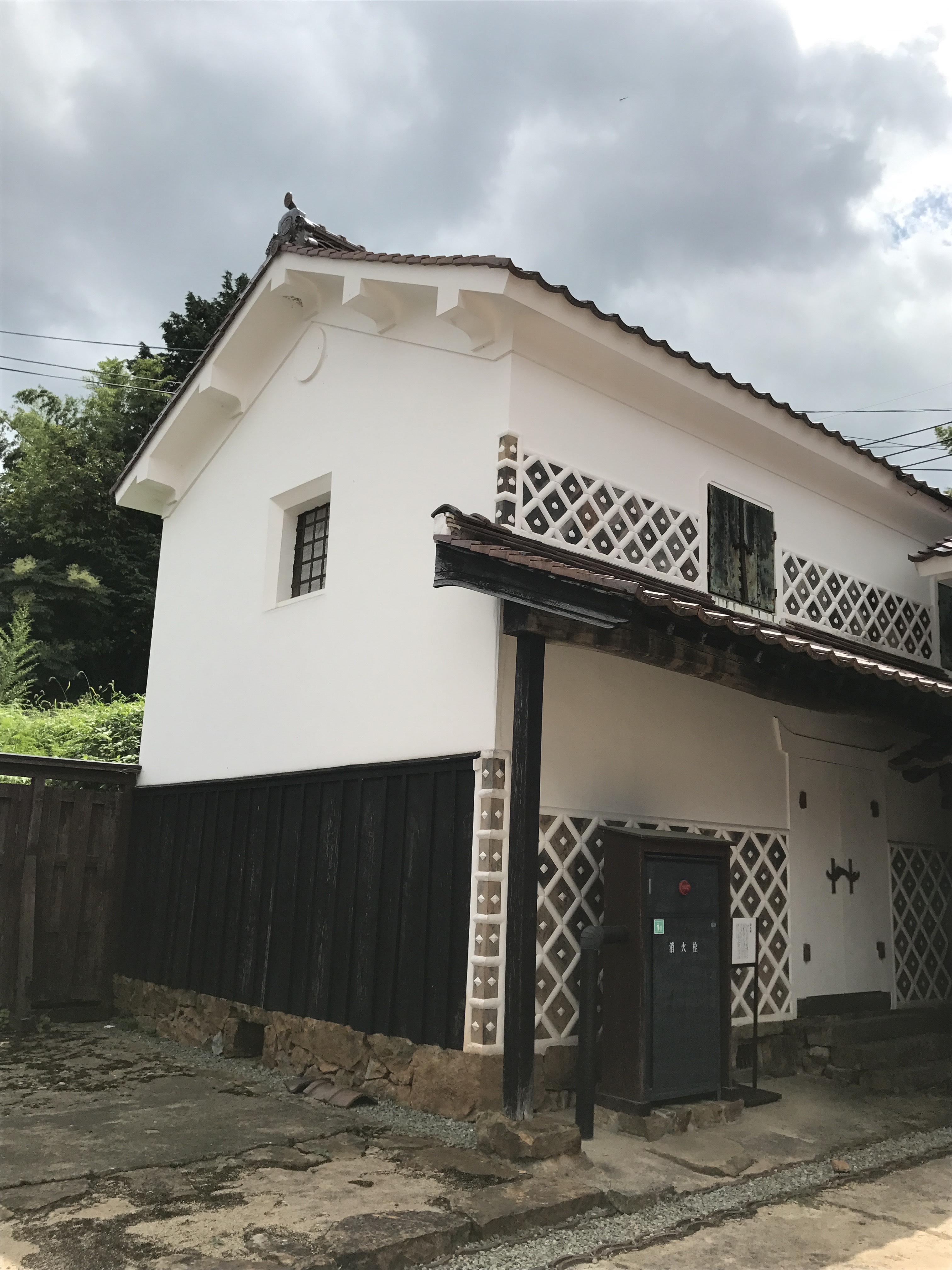
道具蔵
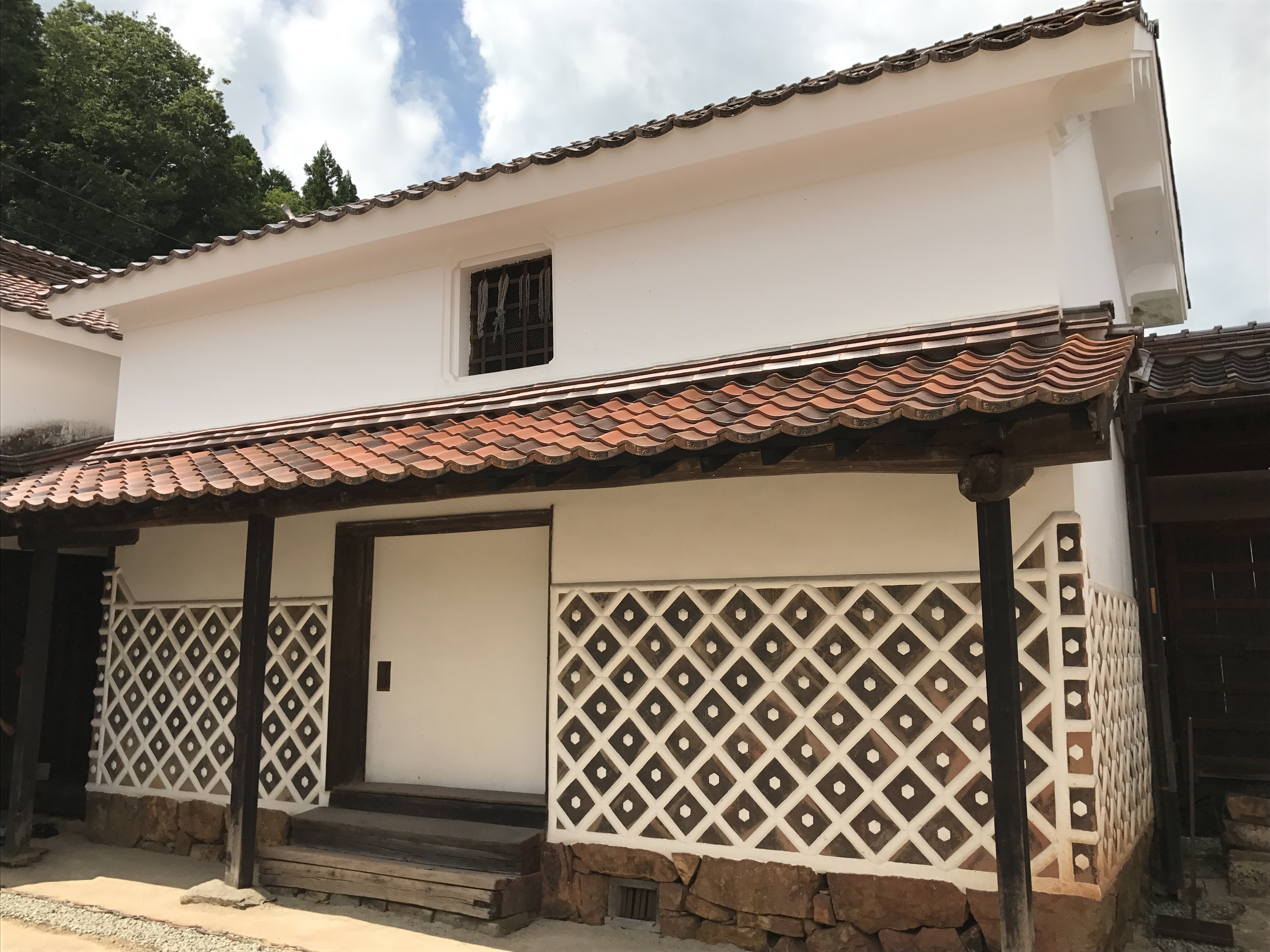
玄米蔵
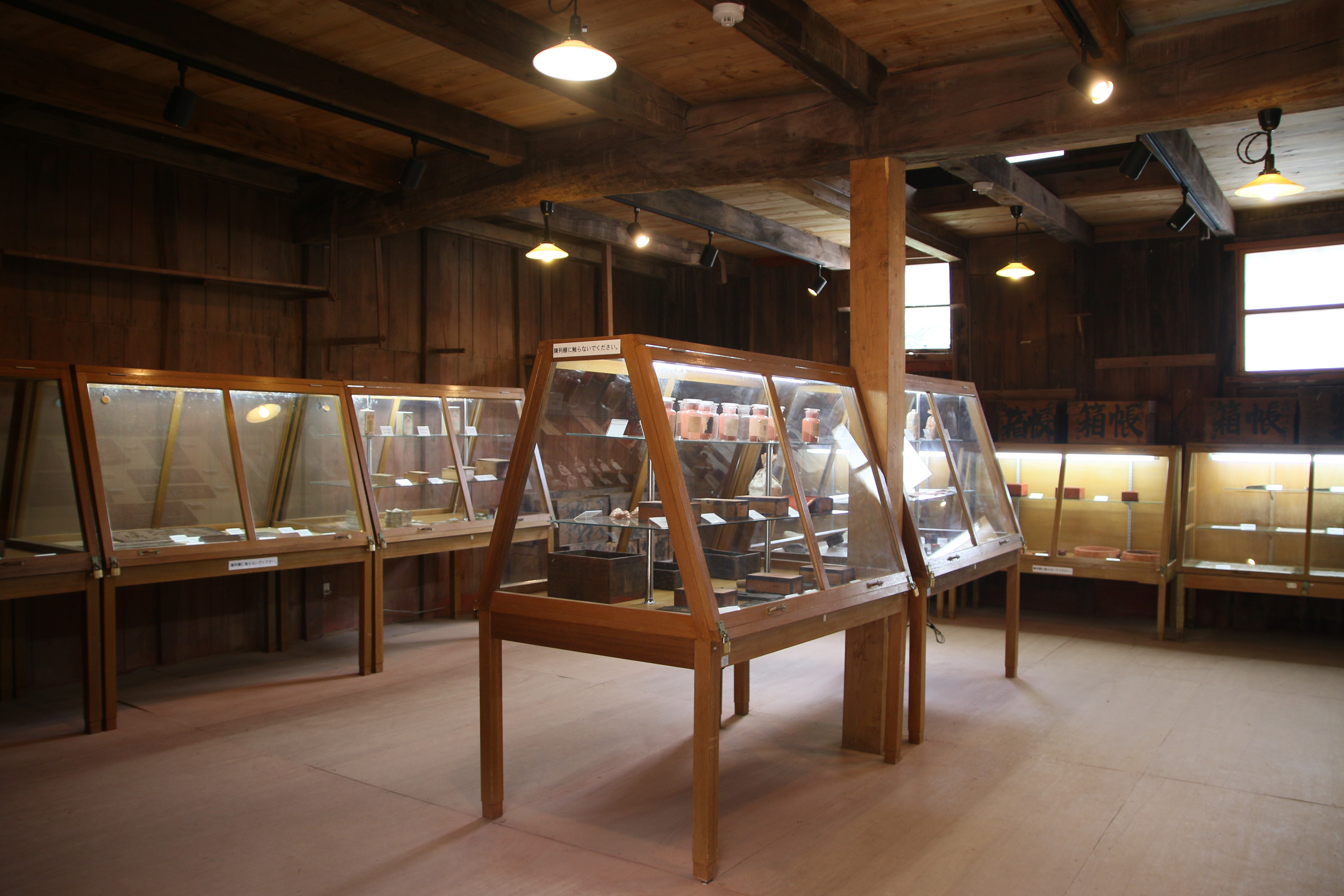
弁柄蔵内の資料展示

## 所在地
- 岡山県高梁市成羽町吹屋367

## 交通アクセス
- JR伯備線備中高梁駅バス吹屋行き終点から徒歩すぐ[4]

## 利用情報
開館時間
午前9時～午後5時（12月～3月は午前10時～午後4時）
休館日
12月29日～31日
入館料
大人 400円
小人 200円（20人以上1割引き）
周遊券(4施設) 850円（20人以上750円）

## 周辺情報
- 西江邸
- 広兼邸
- ベンガラ館
- 笹畝坑道
- 郷土館
- 高梁市立吹屋小学校